# Стежкою безкорисливої любові
«Стежкою безкорисливої любові» (рос. «Тропой бескорыстной любви») — радянський художній фільм 1971 року, режисера Агасі Бабаяна. Перший фільм тетралогії про ручну рись на прізвисько Кунак. Фільм поставлений за повістю Віталія Біанкі.

## Сюжет
Рятуючи своє потомство від нападу ведмедя, самка рисі загинула, але захистила дитинча. Маленьку нетямущу рись підібрав лісник Михалич. Він приніс її до себе додому, вигодував і дав ім'я «Кунак». Кошеня починає досліджувати будинок лісника, потім околиці і ліс. Познайомилося і потоваришувало з собакою. Пройшов рік. Звістка про те, що в будинку у лісника виросла рись, рознеслася по області. Михаличу пропонували за рись великі гроші, але друзів не продають.
Якось раз Михайловичу вдалося затримати компанію небезпечних браконьєрів. Один з них відправляється у в'язницю на рік, але вирішив після виходу на волю помститися принциповому ліснику. Бандитам вдається проникнути в сторожку лісника і вкрасти Кунака. Рідкісну тварину вони продали в цирк. Михаличу, що сумує без друга, знайомі розповідають, що бачили його рись в місті.
Бандити зв'язують Михалича і залишають його в зимовому лісі, в розрахунку на те що він замерзне або його розтерзають вовки. Але в потрібний момент з'являється Кунак, що втік із зоопарку, він розганяє вовків та перегризає мотузку, звільняючи Михалича.

## У ролях
- Дмитро Орловський — лісник Михалич
- Аркадій Толбузін — браконьєр Віктор
- Борис Січкін — актор цирку, гість Михалича
- Галина Рибак — гостя Михалича
- Євген Зосімов — браконьєр
- Филимон Сергєєв — дільничний Федір Гаврилов
- Віктор Коваль —  персонаж не вказано
- Сергій Юртайкин — браконьєр Льоха

## Знімальна група
- Режисер-постановник: Агасі Бабаян
- Сценарист:  Леонід Белокуров
- Оператор:  Анатолій Казнін
- Композитор: Мераб Парцхаладзе